# Acanthis flammea
L'organetto (Acanthis flammea (Linnaeus, 1758)) è un uccello passeriforme della famiglia dei Fringillidi.

## Etimologia
Il nome scientifico della specie, flammea, deriva dal latino e significa "color della fiamma" ("flammeo", del resto, è un aggettivo anche in italiano), in riferimento alla livrea di questi uccelli.

## Descrizione

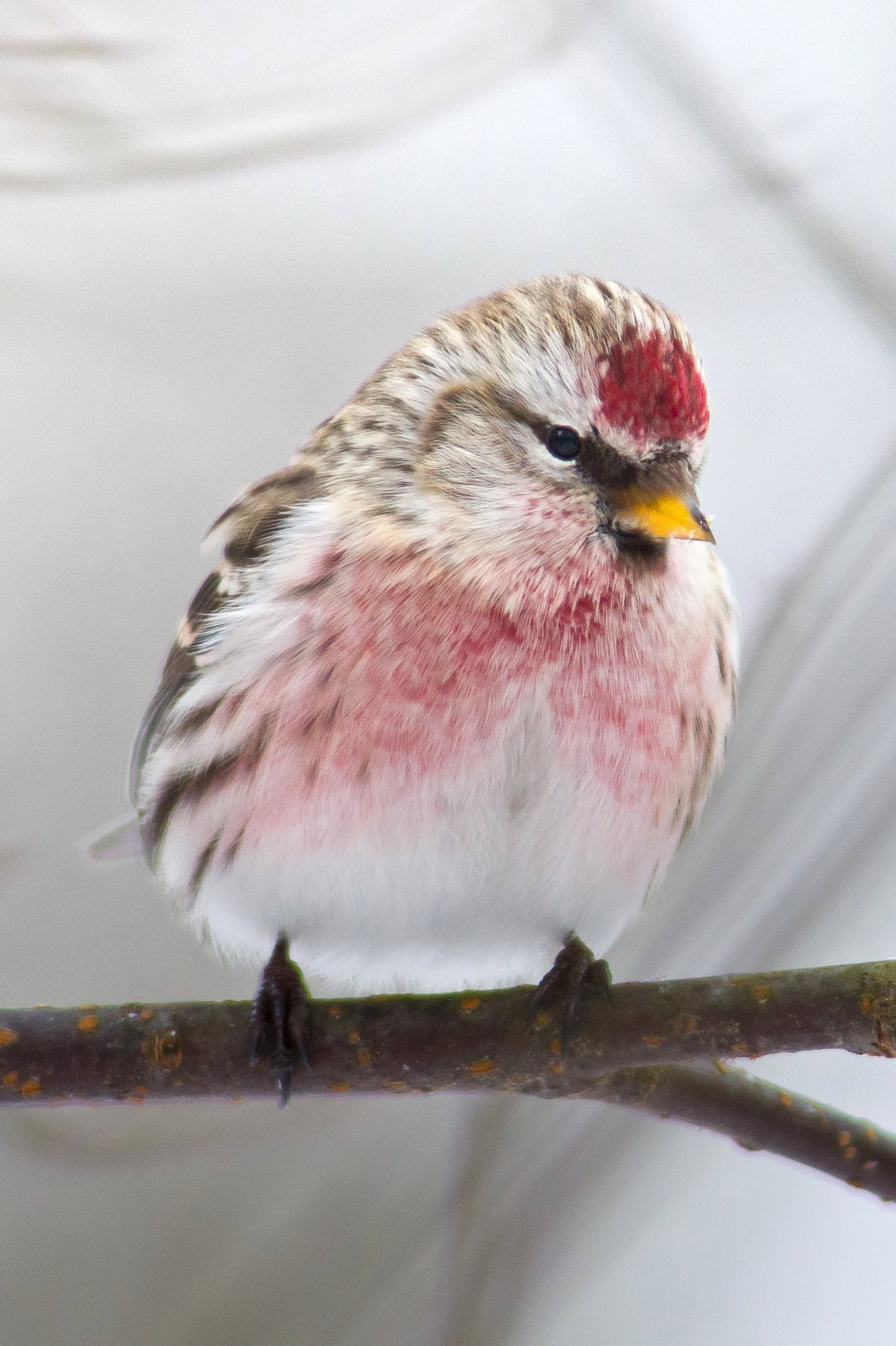
Maschio a Kotka.

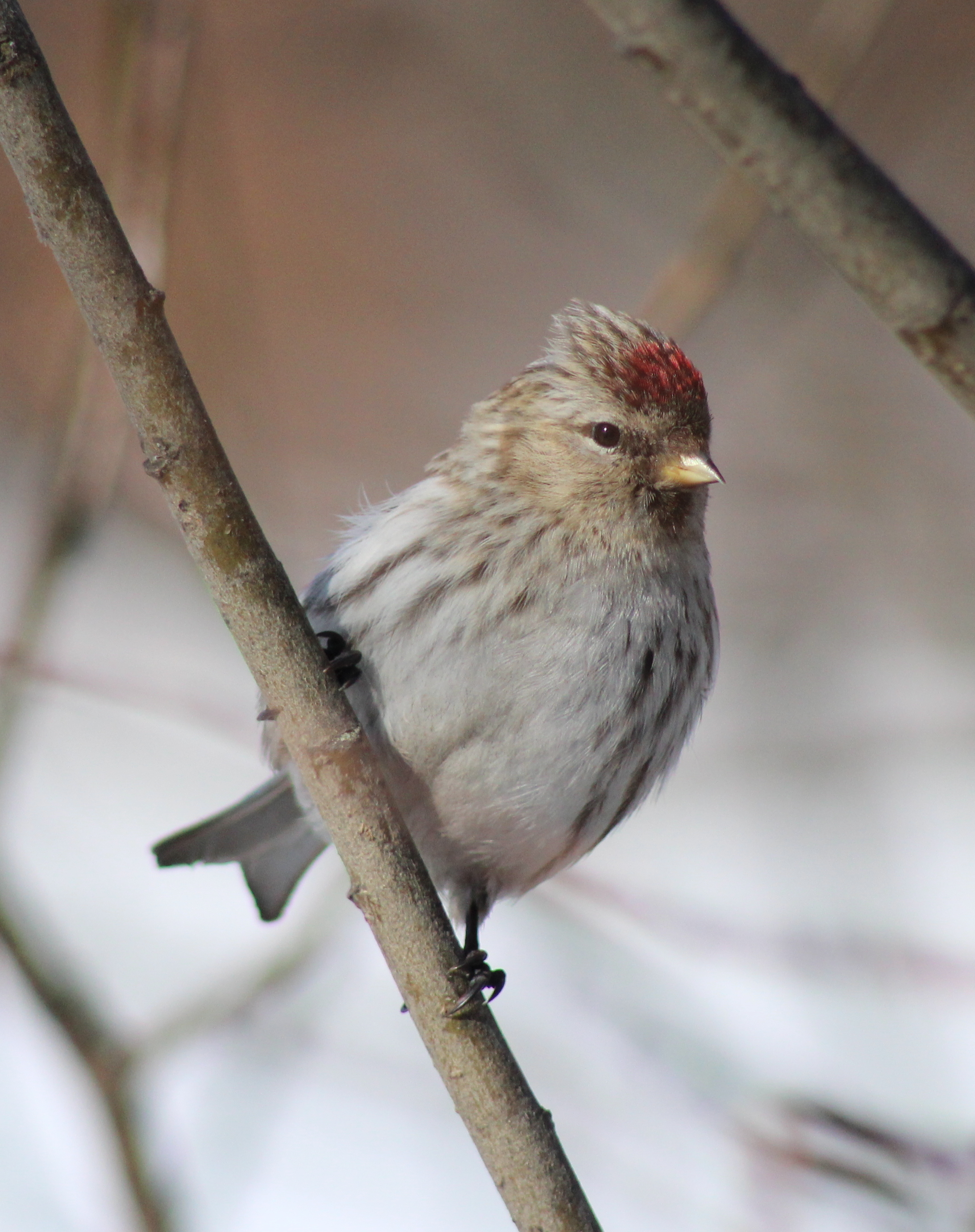
Femmina a Oulu.

### Dimensioni
Misura mediamente 12,5–14 cm di lunghezza per un peso di circa 10-17 g; le dimensioni variano da una sottospecie all'altra: la più grande è la A. f. rostrata e la più piccola la A. f. cabaret.

### Aspetto
Si tratta di uccelletti dall'aspetto massiccio, con testa grossa e arrotondata, petto robusto, ali appuntite e coda allungata dalla punta forcuta.
Il piumaggio è dominato dai toni del bruno variegato di nero, più scuro dorsalmente e più chiaro sui fianchi, mentre il ventre, la gola ed il sottocoda sono biancastri. Sulla faccia è presente una mascherina nera che continua in bavetta sulla gola; nerastre sono anche ali e coda. La calotta è di colore rosso brillante in ambedue i sessi, non costituendo quindi motivo di dimorfismo sessuale a differenza di quasi tutti gli altri fringillidi dai lipocromi gialli o rossi, spesso appannaggio esclusivo del sesso maschile. Nei maschi, tuttavia, a partire dal secondo anno di vita il lipocromo rosso si presenta anche sull'alto petto, e durante la stagione degli amori diffuse sfumature rosate appaiono anche su testa e fianchi.

In ambedue i sessi il becco è di colore giallo fiammato di scuro, le zampe sono di colore carnicino-nerastro e gli occhi bruno scuro.
In cattività sono state selezionate numerose mutazioni di colore che differiscono dalla livrea ancestrale. Attualmente sono riconosciute le mutazioni bruno, scuro, pastello, diluito e feomelanica (o feo); a queste si aggiungono le interazioni ottenute mediante le loro combinazioni, come bruno pastello, bruno diluito, bruno scuro, pastello scuro e diluito scuro.

## Biologia

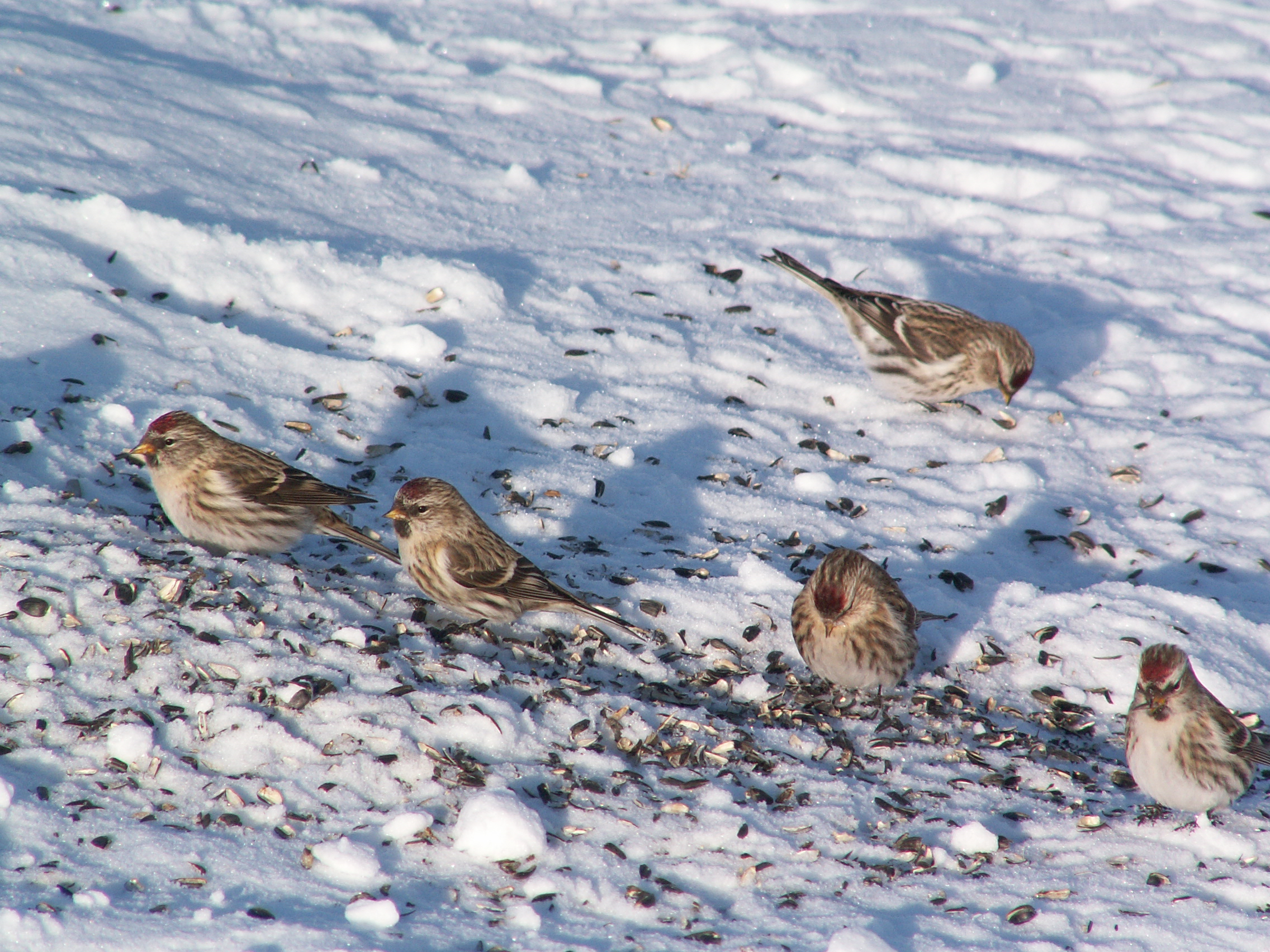
Organetti al suolo in Québec.

L'organetto ha abitudini essenzialmente diurne, è molto mite, fuori della stagione degli amori vive in gruppetti di una decina d'individui e passa la maggior parte della giornata alla ricerca di cibo, tenendosi fra i rami o nelle parti alte dei cespugli.
Il canto è lieve e sibilato, non molto vario ma piacevole.

### Alimentazione

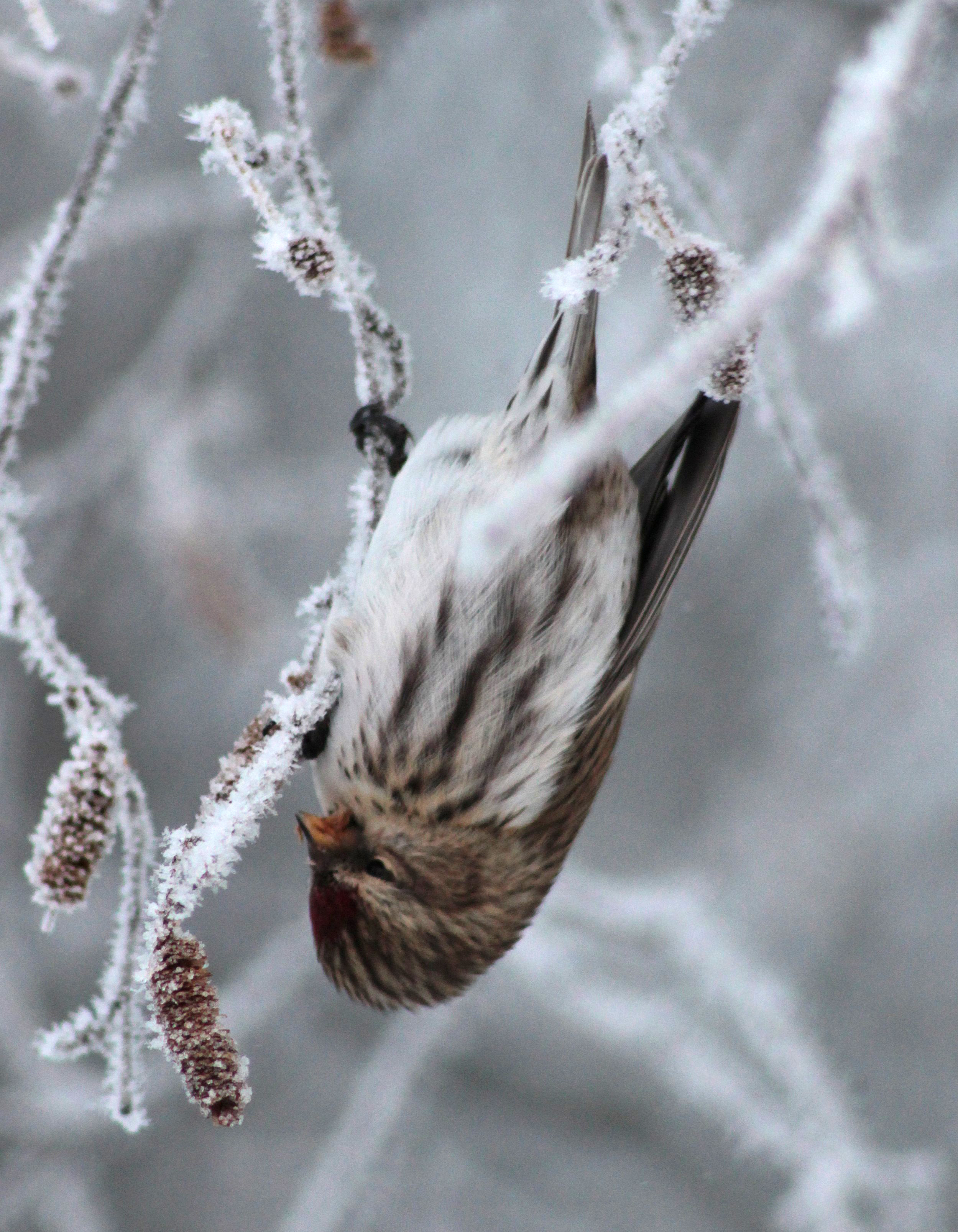
Esemplare si alimenta a testa in giù.

La dieta si compone per lo più di piccoli semi, germogli e foglioline di conifere (peccio, larice, ginepro) e latifoglie decidue (soprattutto betulla ma anche ontano), nonché di asteracee, nonché di bacche e, soprattutto durante la stagione degli amori, di piccoli insetti, utili per compensare l'aumentato fabbisogno energetico.

### Riproduzione
La stagione riproduttiva va dalla fine di aprile ad agosto; generalmente, soprattutto nelle aree settentrionali dell'areale occupato dalla specie, si ha una covata; tuttavia negli anni di particolare abbondanza di cibo le coppie possono portare avanti anche due covate l'anno.

Si tratta di uccelli monogami, i cui maschi competono per le femmine cantando a squarciagola da posatoi in evidenza (rocce, alberi solitari, cespugli), corteggiano le femmine che sopraggiungono seguendole con insistenza tenendo le penne arruffate ed ali e becco semi aperti e svolazzando in maniera rituale sfarfallata.

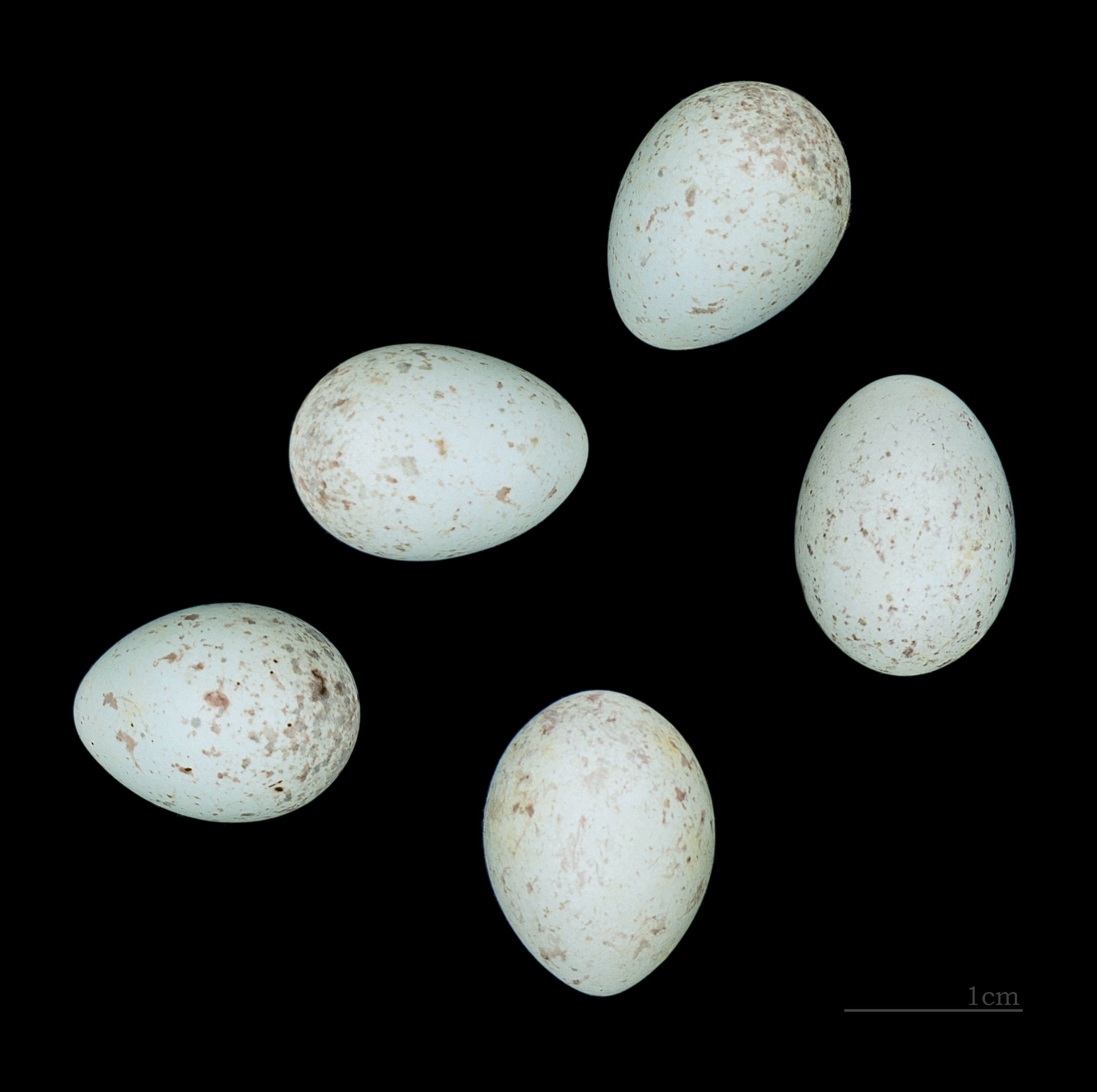
Uova al Museo di storia naturale di Tolosa.

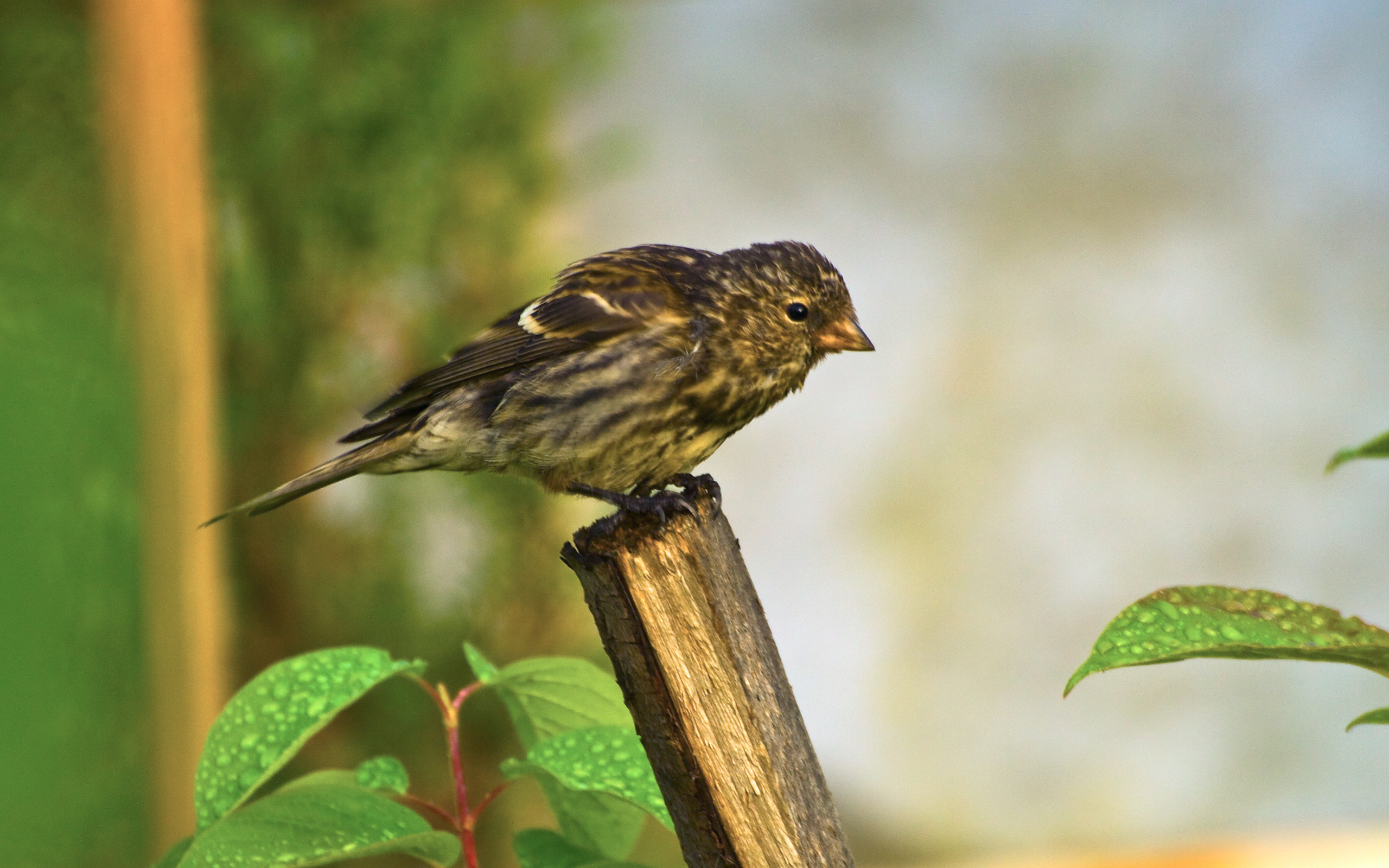
Giovane in Islanda.

Il nido, a forma di coppa, viene edificato dalla sola femmina fra i cespugli o i rami di un albero; è composto da un'intelaiatura esterna di rametti, uno strato centrale di licheni e pezzettini di corteccia di ginepro e di una foderatura interna di lanugine vegetale e animale. La femmina depone 3-6 uova di colore azzurrino con rade maculature brune, che cova da sola (col maschio che staziona di guardia nei pressi del nido e si occupa di reperire il cibo per sé e per la compagna) per 11-13 giorni.

I pulli alla schiusa sono ciechi ed implumi. Vengono imbeccati, puliti e accuditi amorevolmente da entrambi i genitori, che si alternano nella ricerca del cibo e nello stazionamento nel nido. Attorno alle tre settimane dalla schiusa i giovani sono in grado d'involarsi; tuttavia, tendono a rimanere presso il nido ancora per 2-3 settimane, seguendo i genitori nei loro spostamenti e chiedendo loro (sebbene sempre più sporadicamente) l'imbeccata, prima di allontanarsene definitivamente e disperdersi.

## Distribuzione e habitat

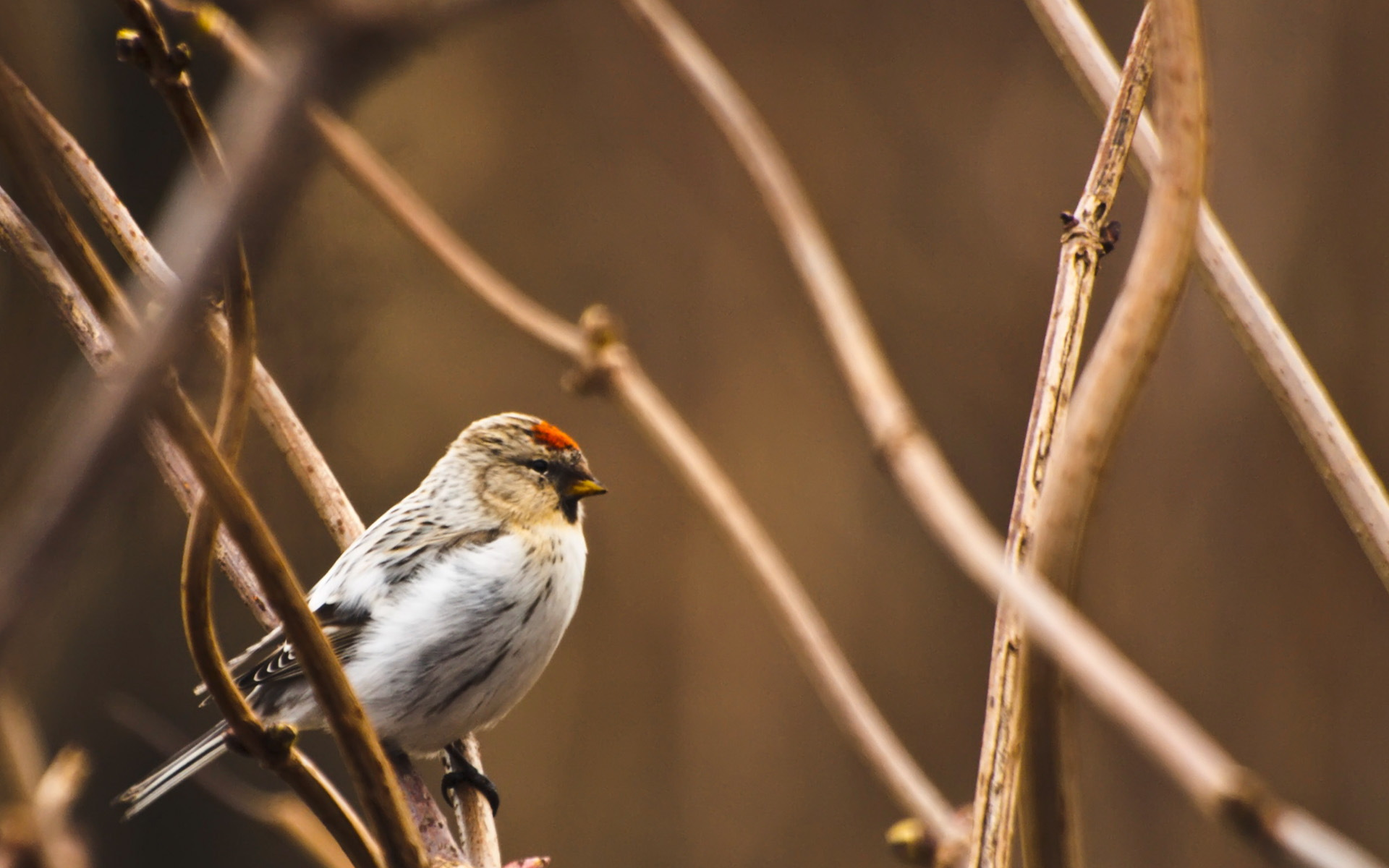
Esemplare in Islanda.

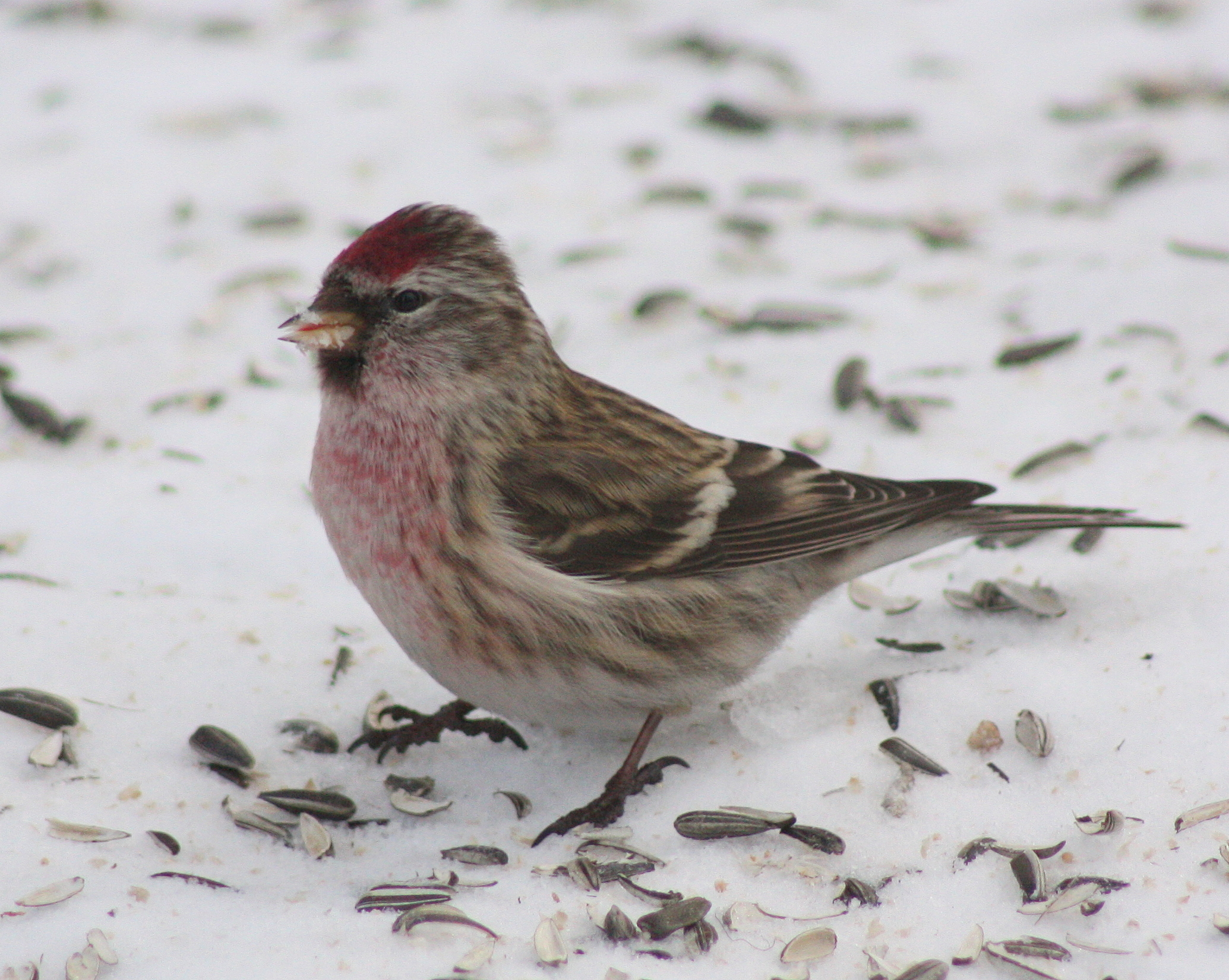
Maschio si ciba al suolo a Kittilä.

L'organetto ha distribuzione olartica, che comprende gran parte dell'Europa centro-settentrionale (compresa la Gran Bretagna e l'Islanda), la Siberia, l'Alaska, il Canada e la Groenlandia: la specie è stata inoltre introdotta con successo in Nuova Zelanda. In Italia è rara e accidentale, e si rinviene fra le pinete e le foreste decidue dell'arco alpino e delle regioni settentrionali.
L'habitat è rappresentato dalla taiga a prevalenza di larice, betulla e peccio, oltre che dalla tundra con presenza di aree alberate e di fonti d'acqua dolce permanente. Tendenzialmente stanziale, l'organetto delle zone più settentrionali tende tuttavia a migrare verso sud durante il periodo freddo.

## Sistematica
Se ne riconoscono due sottospecie:
- Acanthis flammea flammea (Linnaeus, 1758) - la sottospecie nominale, riproduttrice da Islanda e Scandinavia ad est attraverso la Siberia fino alla Kamchatka e a Sakhalin, a sud fino agli Urali centrali, Mongolia settentrionale, Monti Stanovoj e foce dell'Amur, oltre che in Nordamerica dall'Alaska a Terranova, svernante in Europa centrale (dove vive in simpatria con l'organetto minore), Asia centrale, Cina (a sud fino allo Jiangsu), Corea, Giappone (fino al nord di Honshū) e Stati Uniti centrali (a sud fino a Oregon, Colorado e Carolina del Sud)
- Acanthis flammea rostrata (Coues, 1861) - l'organetto maggiore, riproduttore in Canada nord-orientale (isola di Baffin e Labrador settentrionale), Groenlandia ed Islanda, svernante in Manitoba e Québec settentrionale, New England e nel nord delle isole britanniche

La sottospecie Acanthis flammea cabaret sta per essere considerata una specie a sé stante (Acanthis cabaret).